# Suksivaara (kulle, lat 67,57, long 27,17)
Suksivaara är en kulle i Finland.   Den ligger i den ekonomiska regionen Norra Lappland och landskapet Lappland, i den norra delen av landet, 800 km norr om huvudstaden Helsingfors. Toppen på Suksivaara är 274 meter över havet.
Terrängen runt Suksivaara är huvudsakligen platt.  Trakten runt Suksivaara är nära nog obefolkad, med mindre än två invånare per kvadratkilometer. Det finns inga samhällen i närheten. 